# Новое Устье (Ленинградская область)
Но́вое У́стье — деревня в Нежновском сельском поселении Кингисеппского района Ленинградской области.

## История
На карте Санкт-Петербургской губернии Ф. Ф. Шуберта 1834 года обозначена деревня Ново Устье.

НОВОУСТИНЬИНА — деревня принадлежит статское советнице Юрьевой, число жителей по ревизии: 10 м. п., 15 ж. п. (1838 год)

Согласно карте профессора С. С. Куторги 1852 года деревня назвалась Ново Устье.

НОВО-УСТИНЬИНО — деревня статской советницы Юрьевой, 10 вёрст по почтовой, а остальное по просёлкам, число дворов — 4, число душ — 18 м. п.  (1856 год)

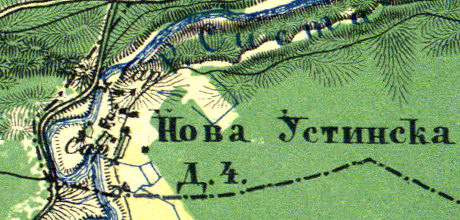
Деревня Новое Устье на карте 1860 года

Согласно «Топографической карте частей Санкт-Петербургской и Выборгской губерний» в 1860 году деревня называлась Нова Устинска и состояла из 4 крестьянских дворов. Деревня находилась на правом берегу реки Систы, к югу от деревни проходила административная граница между Петергофским и Ямбургским уездами.

НОВО-УСТИНЬИНО — деревня владельческая при реке Систе, число дворов — 7, число жителей: 20 м. п., 23 ж. п. (1862 год)

В конце XIX веке деревня административно относилась к Копорской волости 2-го стана Петергофского уезда Санкт-Петербургской губернии, в начале XX века — 3-го стана.
Согласно данным переписи населения СССР 1926 года в деревне Устье Новое Керновского (4-го Пограничного) сельсовета Копорской волости Троцкого уезда проживали 66 человек, все русские.
По данным 1933 года деревня Новое Устье входила в состав Пограничного сельсовета Ораниенбаумского района.

План деревни Новое Устье. 1938 год

Согласно топографической карте РККА 1938 года деревня имела второе название — Малая Систа и насчитывала 17 дворов. 
Деревня была освобождена от немецко-фашистских оккупантов 30 января 1944 года.
По данным 1966, 1973 и 1990 годов деревня Новое Устье входила в состав Нежновского сельсовета Кингисеппского района.
В 1997 году в деревне Новое Устье проживал 1 человек, в 2002 году — 11 человек (русские — 91 %), в 2007 году — вновь 1.

## География
Деревня расположена в северо-восточной части района близ места примыкания автодороги 41К-110 (Котлы — Урмизно) к автодороге 41А-007 (Санкт-Петербург — Ручьи).
Расстояние до административного центра поселения — 10 км.
Расстояние до ближайшей железнодорожной станции Калище — 25 км.
К юго-востоку от деревни протекает река Систа.

## Демография
| 1862 | 2007 | 2010 | 2017 |
| ---- | ---- | ---- | ---- |
| 43   | ↘1   | ↗5   | ↘0   |

### Национальный состав
Согласно данным Всероссийской переписи населения 2021 года в деревне проживали 2 человека, все русские.